# Oecetis reticulatella
Oecetis reticulatella är en nattsländeart som beskrevs av Douglas E. Kimmins 1957. Oecetis reticulatella ingår i släktet Oecetis och familjen långhornssländor. Inga underarter finns listade i Catalogue of Life.